# Barby (Ardennes)
Pour les articles homonymes, voir Barby.
Barby est une commune française située dans le département des Ardennes, en région Grand Est.
Le gentilé de ses habitants est Barbyons, Barbyonnes.

## Géographie
Barby se situe sur la D926 entre la sous-préfecture Rethel et Château-Porcien dans le canton de Rethel.
La commune est traversée par la Vaux et le ruisseau du Bourgeron et limitée au sud par l'Aisne, rivière poissonneuse, sinueuse et aux inondations hivernales annuelles rendant le paysage marécageux et brumeux. La pêche y est religion, les emplacements sont courus, le soleil décide souvent des espèces qui se présentent à l'hameçon. Temps clair signifie poisson blanc, et temps gris pour les carnassiers. Les brochets, pris fin des années 1990 sous la pluie ont encore belle réputation.
| Écly            | Arnicourt          | Sorbon      |
| Château-Porcien | Barby              | Rethel      |
| Taizy           | Nanteuil-sur-Aisne | Acy-Romance |

### Hydrographie
La commune est dans la région hydrographique « la Seine du confluent de l'Oise (inclus) à l'embouchure » au sein du bassin Seine-Normandie. Elle est drainée par le canal des Ardennes  (versant Aisne), l'Aisne, la Vaux et le ruisseau du Bourgeron,.
Le canal des Ardennes (versant Aisne), d'une longueur de 57 km,  est un chenal et un cours d'eau naturel navigable qui a son origine dans la commune de Dom-le-Mesnil et se jette  dans le canal latéral à l'Aisne à Vieux-lès-Asfeld, après avoir traversé 24 communes. Il traverse la commune sur une petite partie nord sur une longueur d'environ 0,7 km.
L'Aisne est un  cours d'eau naturel navigable de 256 km de longueur, traversant les cinq départements Meuse, Marne, Ardennes, Aisne, Oise. Elle est un affluent de rive gauche de l'Oise, ce qui fait d'elle un sous-affluent de la Seine. Elle traverse la commune sur son flanc nord sur une longueur d'environ 2,5 km.
La Vaux, d'une longueur de 38 km, prend sa source dans la commune de Signy-l'Abbaye, à 236 m d'altitude, et se jette  dans l'Aisne à Taizy, à 68 m d'altitude, après avoir traversé 13 communes.

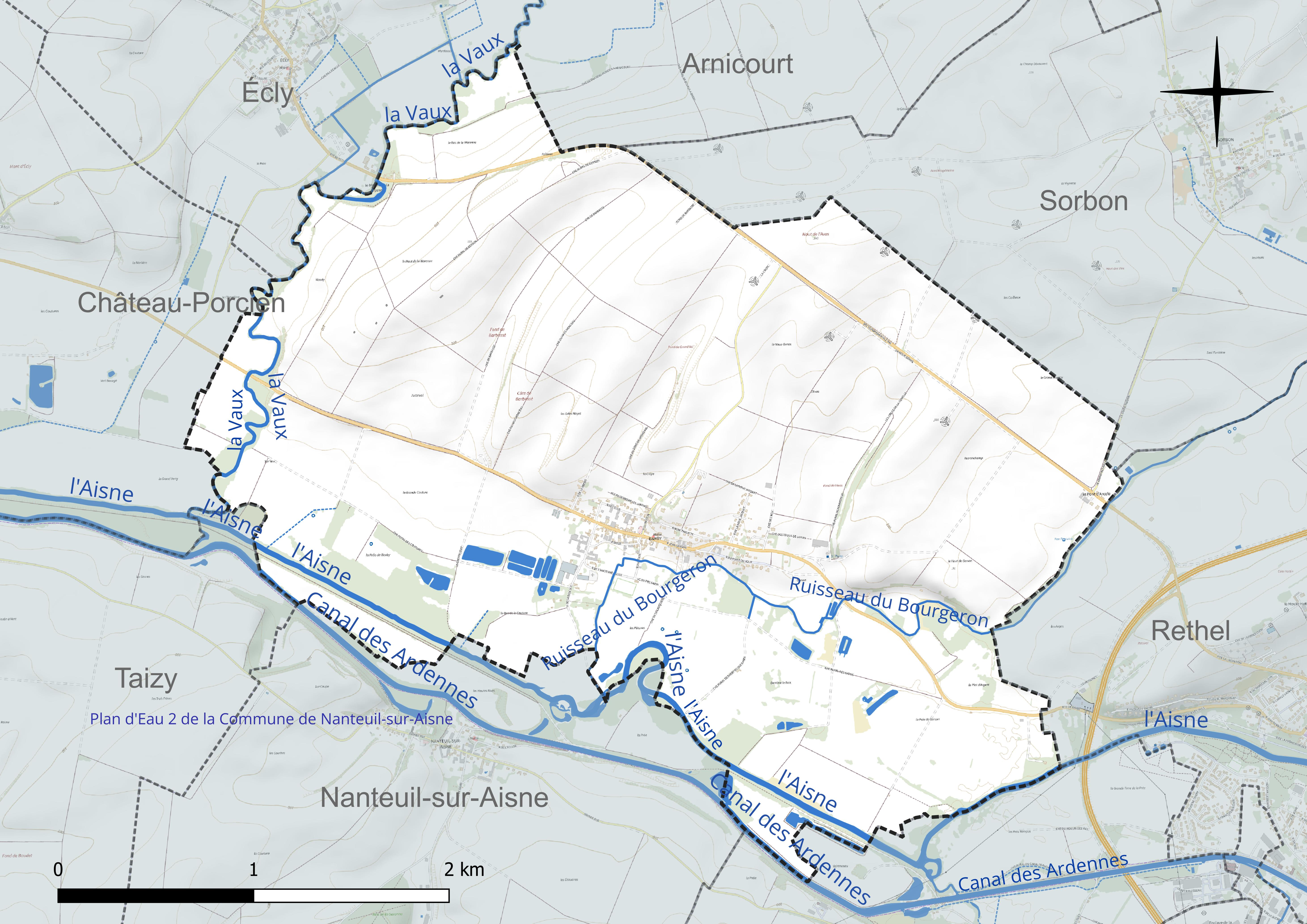
Réseaux hydrographique de Barby.

### Climat
Pour des articles plus généraux, voir Climat du Grand Est et Climat des Ardennes.
En 2010, le climat de la commune est de type climat océanique dégradé des plaines du Centre et du Nord, selon une étude du Centre national de la recherche scientifique s'appuyant sur une série de données couvrant la période 1971-2000. En 2020, Météo-France publie une typologie des climats de la France métropolitaine dans laquelle la commune est exposée à un climat océanique altéré et est dans la région climatique Nord-est du bassin Parisien, caractérisée par un ensoleillement médiocre, une pluviométrie moyenne régulièrement répartie au cours de l’année et un hiver froid (3 °C).
Pour la période 1971-2000, la température annuelle moyenne est de 10,3 °C, avec une amplitude thermique annuelle de 15 °C. Le cumul annuel moyen de précipitations est de 740 mm, avec 11,9 jours de précipitations en janvier et 8,6 jours en juillet. Pour la période 1991-2020, la température moyenne annuelle observée sur la station météorologique de Météo-France la plus proche, « Banogne-Recouvrance », sur la commune de Banogne-Recouvrance à 14 km à vol d'oiseau, est de 11,1 °C et le cumul annuel moyen de précipitations est de 773,4 mm. 
La température maximale relevée sur cette station est de 40,8 °C, atteinte le 25 juillet 2019 ; la température minimale est de −14 °C, atteinte le 10 janvier 2003,,.
Les paramètres climatiques de la commune ont été estimés pour le milieu du siècle (2041-2070) selon différents scénarios d'émission de gaz à effet de serre à partir des nouvelles projections climatiques de référence DRIAS-2020. Ils sont consultables sur un site dédié publié par Météo-France en novembre 2022.

## Urbanisme

### Typologie
Au 1er janvier 2024, Barby est catégorisée commune rurale à habitat dispersé, selon la nouvelle grille communale de densité à 7 niveaux définie par l'Insee en 2022.
Elle est située hors unité urbaine. Par ailleurs la commune fait partie de l'aire d'attraction de Reims, dont elle est une commune de la couronne,. Cette aire, qui regroupe 294 communes, est catégorisée dans les aires de 200 000 à moins de 700 000 habitants,.

### Occupation des sols
L'occupation des sols de la commune, telle qu'elle ressort de la base de données européenne d’occupation biophysique des sols Corine Land Cover (CLC), est marquée par l'importance des territoires agricoles (95,7 % en 2018), une proportion sensiblement équivalente à celle de 1990 (96,2 %). La répartition détaillée en 2018 est la suivante : 
terres arables (71,2 %), prairies (19,6 %), zones agricoles hétérogènes (4,9 %), zones urbanisées (4,2 %), forêts (0,1 %). L'évolution de l’occupation des sols de la commune et de ses infrastructures peut être observée sur les différentes représentations cartographiques du territoire : la carte de Cassini (XVIIIe siècle), la carte d'état-major (1820-1866) et les cartes ou photos aériennes de l'IGN pour la période actuelle (1950 à aujourd'hui).

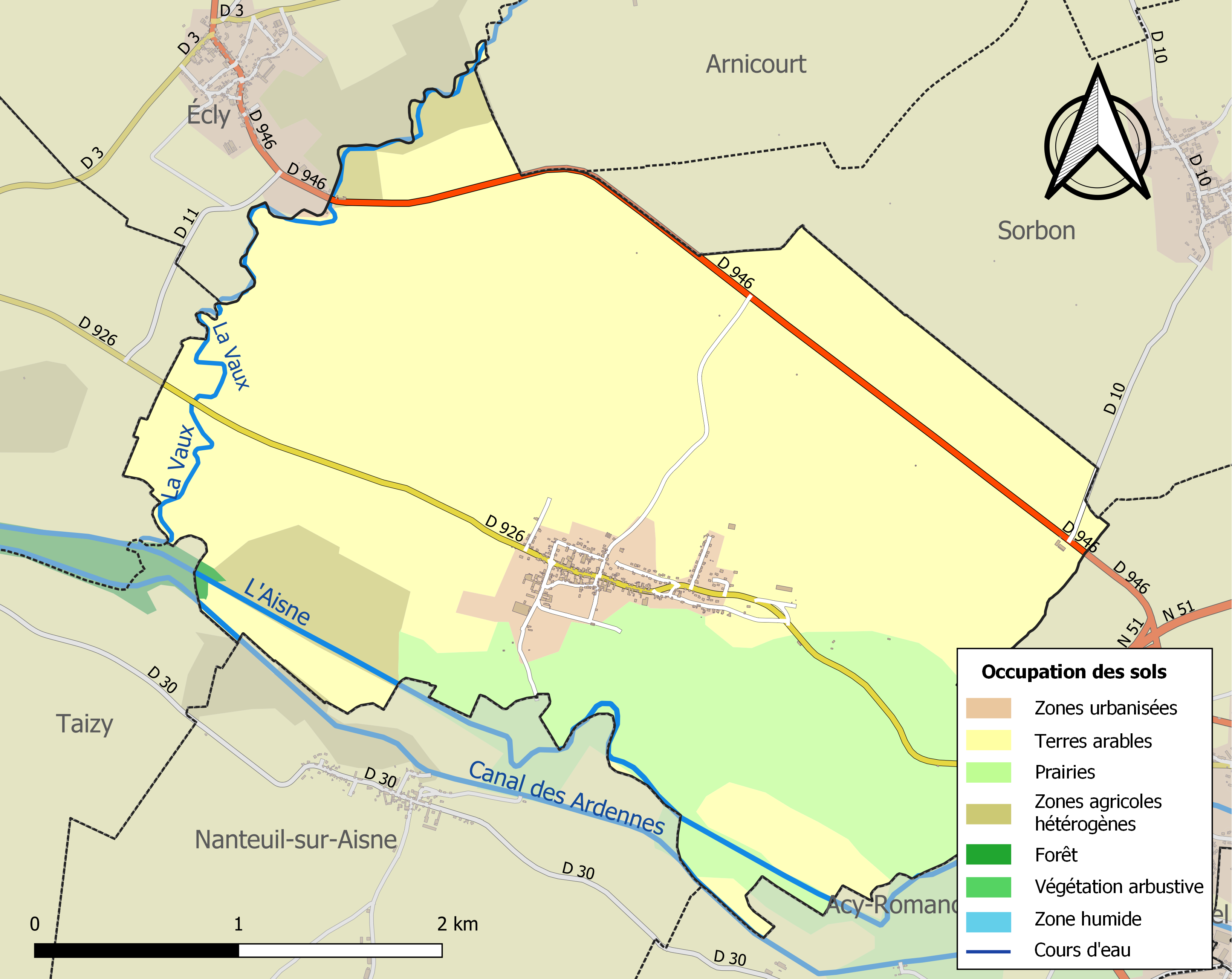
Carte des infrastructures et de l'occupation des sols de la commune en 2018 (CLC).

## Histoire

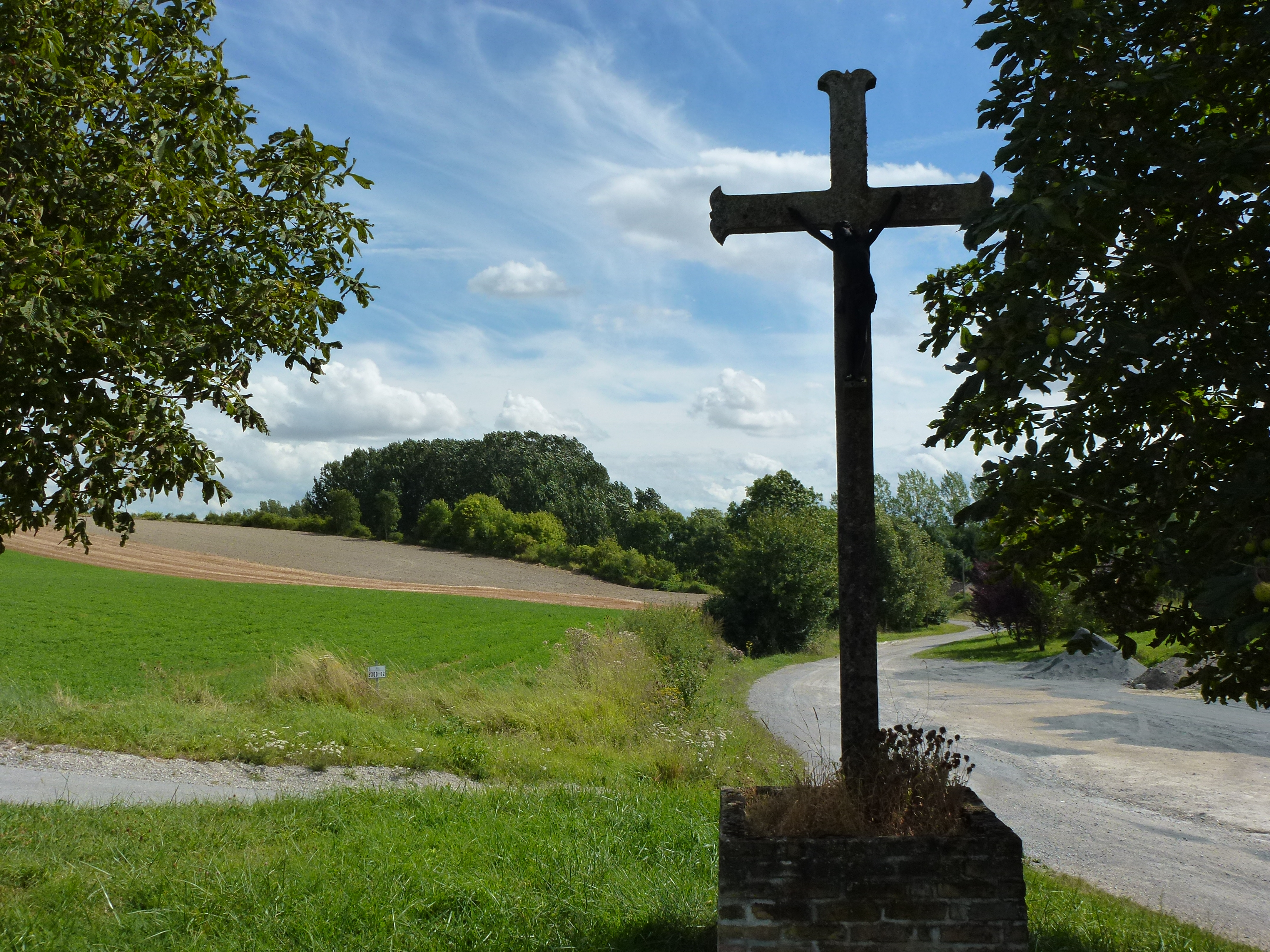
Croix de chemin sur l'emplacement présumé de la maison natale de Jean de Gerson.

Des fouilles ont découvert à Barby une tombe de l'âge de bronze et le village est traversé par l'ancienne voie romaine de Rethel à Château-Porcien.
Sur le territoire actuel de la commune de Barby se trouvait, au Moyen Âge, le village de Gerson, maintenant disparu. C'est à Gerson qu'est né en 1363 Jean de Gerson, chancelier de l'Université de Paris, surnommé Doctor Christianissimus. Une croix marque le lieu où la tradition projette sa maison natale. La commune a donné son nom à la rue Gerson et la paroisse a installé un monument dans l'église à sa construction en 1880 ou 1881.

## Politique et administration
| Période                                  | Période                   | Identité                                         | Étiquette | Qualité            |
| ---------------------------------------- | ------------------------- | ------------------------------------------------ | --------- | ------------------ |
| 2005                                     | En cours (au 27 mai 2020) | Christian Noizet, Réélu pour le mandat 2020-2026 | DVD       | Cadre d'entreprise |
| 2004                                     | 2005                      | Louis Tanton                                     |           |                    |
| 1995                                     | 2004                      | Jean-Marie Renard                                |           |                    |
| 1977                                     | 1995                      | Jean Féquant                                     |           |                    |
| 1965                                     | 1977                      | Roger Holigner                                   |           |                    |
| 1953                                     | 1965                      | Jean Noizet                                      |           |                    |
| 1920                                     | 1953                      | Ernest Bernard                                   |           |                    |
| 1908                                     | 1914                      | Jean B Adolphe Bernard                           |           |                    |
| 1896                                     | 1908                      | Alfred Féquant                                   |           |                    |
| 1893                                     | 1895                      | Gustave Féquant                                  |           |                    |
| 1885                                     | 1892                      | Jean B Joseph Croizette                          |           |                    |
| 1877                                     | 1885                      | Ponce Bredy                                      |           |                    |
| 1849                                     | 1877                      | Pierre Simon Féquant                             |           |                    |
| 1831                                     | 1848                      | Jean Nicolas Féquant-Pellot                      |           |                    |
| 1824                                     | 1830                      | Gérard Rousseau                                  |           |                    |
| Les données manquantes sont à compléter. |                           |                                                  |           |                    |

## Démographie
L'évolution du nombre d'habitants est connue à travers les recensements de la population effectués dans la commune depuis 1793. Pour les communes de moins de 10 000 habitants, une enquête de recensement portant sur toute la population est réalisée tous les cinq ans, les populations de référence des années intermédiaires étant quant à elles estimées par interpolation ou extrapolation. Pour la commune, le premier recensement exhaustif entrant dans le cadre du nouveau dispositif a été réalisé en 2006.

En 2022, la commune comptait 388 habitants, en évolution de −4,67 % par rapport à 2016 (Ardennes : −2,97 %, France hors Mayotte : +2,11 %).
| 1793 | 1800 | 1806 | 1821 | 1831 | 1836 | 1841 | 1846 | 1851 |
| ---- | ---- | ---- | ---- | ---- | ---- | ---- | ---- | ---- |
| 394  | 478  | 474  | 498  | 546  | 598  | 586  | 593  | 610  |

| 1866 | 1872 | 1876 | 1881 | 1886 | 1891 | 1896 | 1901 | 1906 |
| ---- | ---- | ---- | ---- | ---- | ---- | ---- | ---- | ---- |
| 476  | 398  | 414  | 415  | 383  | 341  | 318  | 308  | 323  |

| 1911 | 1921 | 1926 | 1931 | 1936 | 1946 | 1954 | 1962 | 1968 |
| ---- | ---- | ---- | ---- | ---- | ---- | ---- | ---- | ---- |
| 301  | 263  | 275  | 226  | 240  | 187  | 226  | 234  | 209  |

| 1975 | 1982 | 1990 | 1999 | 2006 | 2011 | 2016 | 2021 | 2022 |
| ---- | ---- | ---- | ---- | ---- | ---- | ---- | ---- | ---- |
| 211  | 347  | 384  | 352  | 371  | 377  | 407  | 397  | 388  |

## Économie
Barby est une commune rurale. L'agriculture caractérisant Barby, les moissons du blé sont l'occasion de grands moments de vie.

## Culture locale et patrimoine

### Lieux et monuments

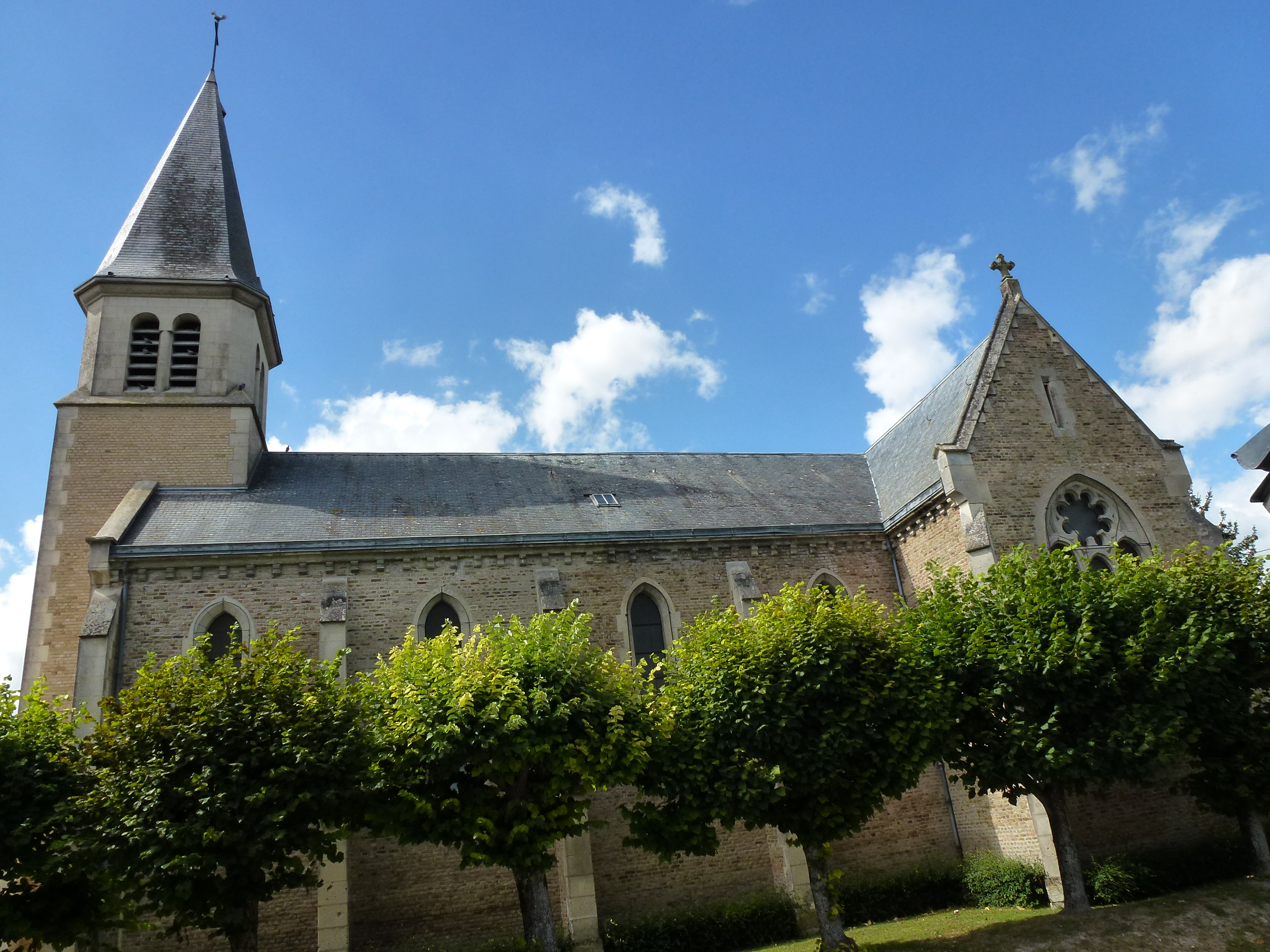
L'église Saint-Jean-Baptiste.

- L'église Saint-Jean-Baptiste date de 1880. Dans l'église, le monument du chancelier Jean de Gerson.
- La Crauye : carrière de craie au nord du village.
- Les Bœufs Blancs : plage au bord de l'Aisne.

### Personnalités liées à la commune
- Jean Charlier de Gerson (1363-1429), chancelier de l'Université de Paris.
- Eugène Marquigny, jésuite et écrivain né en 1836 à Barby[24],[25].
- Guy Féquant, écrivain né en 1949 à Barby.